# Pavol Jurčo (1963)
Pavol Jurčo (* 31. května 1963) je bývalý slovenský fotbalový útočník. Jeho syn Pavol Jurčo (* 1986) je také fotbalistou.

## Fotbalová kariéra
Začínal ve Spišské Nové Vsi. V československé lize hrál za Tatran Prešov. Nastoupil v 10 ligových utkáních.

## Ligová bilance
| Ročník           | Zápasy | Góly | Minuty | Klub          |
| ---------------- | ------ | ---- | ------ | ------------- |
| I. liga 1981/82  | 7      | 0    | 228    | Tatran Prešov |
| I. liga 1982/83  | 3      | 0    | 92     | Tatran Prešov |
| II. liga 1985/86 | 4      | 1    | –      | ZŤS Košice    |
| II. liga 1986/87 | 5      | 1    | –      | ZŤS Košice    |
| II. liga 1987/88 | 1      | 0    | –      | ZŤS Košice    |
| CELKEM I. LIGA   | 10     | 0    | 320    |               |